# Шарни (Сена и Марна)
Шарни (фр. Charny) је насељено место у Француској у региону Париски регион, у департману Сена и Марна.
По подацима из 2011. године у општини је живело 1225 становника, а густина насељености је износила 100,41 становника/km².

## Демографија
| 1962. | 1968. | 1975. | 1982. | 1990. | 2011. |
| ----- | ----- | ----- | ----- | ----- | ----- |
| 497   | 417   | 619   | 753   | 885   | 1.225 |